# Latisberg
Pour les articles homonymes, voir Cobenzl.
Le Latisberg, familièrement appelé Cobenzl, est une montagne située à Döbling, le 19e arrondissement de Vienne en Autriche. Son sommet, l'un des contreforts du Wienerwald, culmine à 492 mètres d'altitude.

## Situation
Le mont Latisberg se situe près de la limite nord-ouest de Vienne faisant partie des contreforts nord-est des Préalpes orientales septentrionales dans le massif du Wienerwald (forêt de Vienne). Il est situé entre le Reisenberg (382 m), dit Am Cobenzl, et le Vogelsangberg (de) (516 m).
D'un point de vue géologique, la montagne se compose des flyschs s'étendant sur le bord septentrional des Alpes orientales. Le Latisberg est également apprécié pour la vue sur les alentours que l'on a depuis le sommet. Il est le point d'arrivée d'une route scénique (Wiener Höhenstrasse) à travers le Wienerwald dans les quartiers occidentaux de Vienne, facilement accessible par un sentier de randonnée à partir de l'arrêt de bus « Am Cobenzl ».

## Histoire

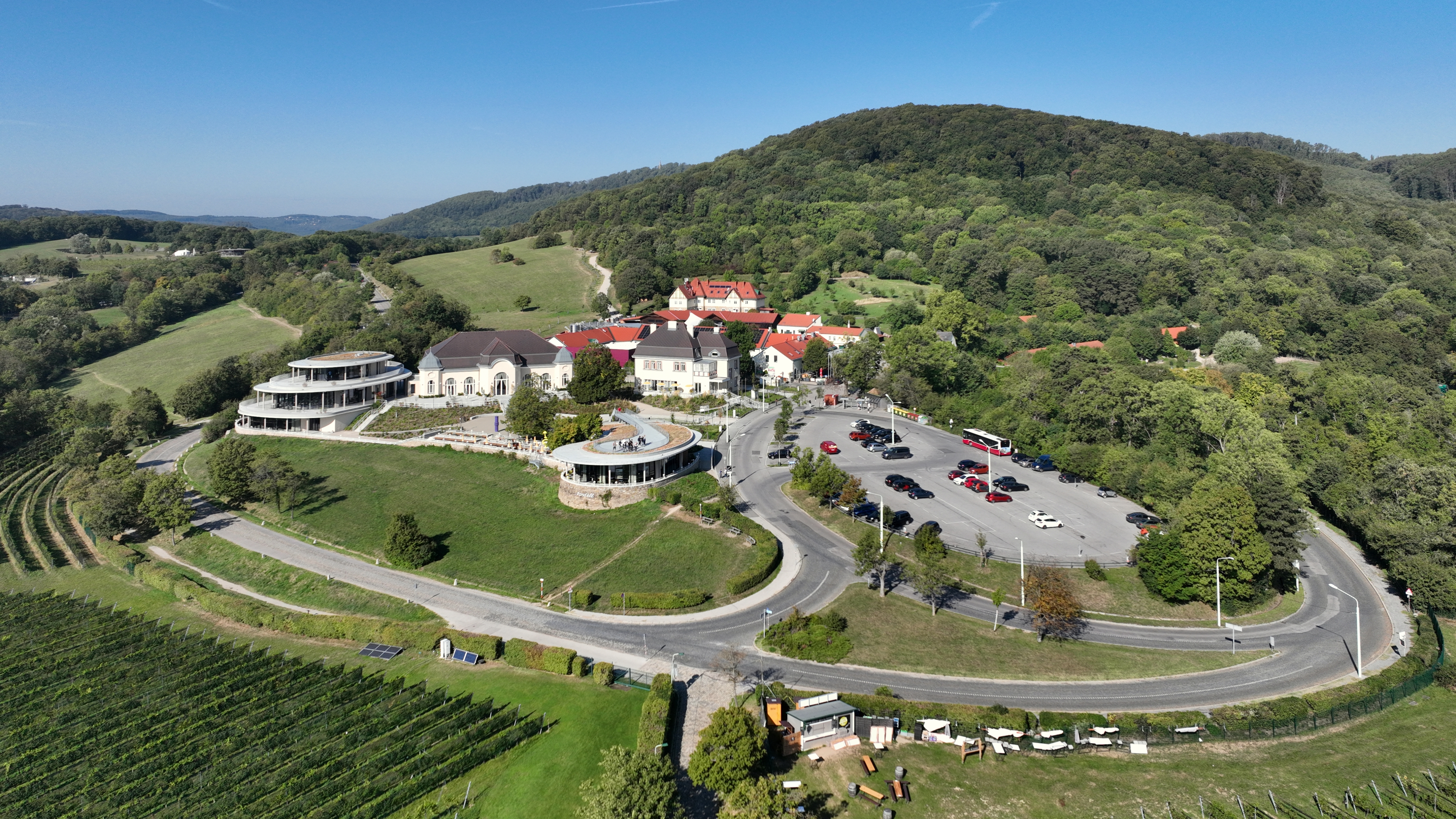
Cobenzl

La montagne fut mentionnée pour la première fois en 1354 sous le nom de leydasperg. Le surnom Cobenzl dérive du comte  Philipp von Cobenzl (de) (1741-1810), homme d'État autrichien et propriétaire d'un somptueux château au Reisenberg à la fin du xviiie siècle. Ici, Wolfgang Amadeus Mozart a donné des concerts ; il a élogié les belles vues sur Vienne dans les lettres à son père Leopold Mozart.
Un réservoir d'eau également appelé Cobenzl est construit entre 1908 et 1909 sur le Latisberg. Jusqu'en 2016, l'Institut central de météorologie et de géodynamique (ZAMG) y disposait d'un observatoire.